# Aldenham
Aldenham es una parroquia civil y un pueblo del distrito de Hertsmere, en el condado de Hertfordshire (Inglaterra). Dentro del límite de la parroquia se ubican otras localidades como Radlett, Round Bush y Letchmore Heath.

## Geografía
Según la Oficina Nacional de Estadística británica, Aldenham tiene una superficie de 21,95 km².

## Demografía
Según el censo de 2001, la parroquia de Aldenham tenía 9942 habitantes (49,9% varones, 50,1% mujeres) y una densidad de población de 452,94 hab/km². El 22,59% eran menores de 16 años, el 71,06% tenían entre 16 y 74, y el 6,35% eran mayores de 74. La media de edad era de 37,22 años. Del total de habitantes con 16 o más años, el 28,4% estaban solteros, el 60,82% casados, y el 10,77% divorciados o viudos.
El 86,91% de los habitantes eran originarios del Reino Unido. El resto de países europeos englobaban al 3,48% de la población, mientras que el 9,61% había nacido en cualquier otro lugar. Según su grupo étnico, el 92,75% eran blancos, el 1,47% mestizos, el 3,42% asiáticos, el 0,75% negros, el 0,99% chinos, y el 0,59% de cualquier otro. El cristianismo era profesado por el 53,75%, el budismo por el 0,27%, el hinduismo por el 2,68%, el judaísmo por el 20,8%, el islam por el 0,81%, el sijismo por el 0,1%, y cualquier otra religión por el 0,78%. El 11,63% no eran religiosos y el 9,17% no marcaron ninguna opción en el censo.
Había 3623 hogares con residentes, 114 vacíos, y 10 eran alojamientos vacacionales o segundas residencias.